# Кончится лето (фильм)
«Кончится лето» — российский драматический триллер режиссёров Владимира Мункуева и Максима Арбугаева, снятый на основе реальной истории. Фильм получил гран-при кинофестиваля «Маяк» . Выход на экраны состоялся 27 февраля 2025 года.

## Сюжет
Кеша (Юра Борисов), 27-летний мужчина, возвращается в родной якутский поселок после отбытия тюремного срока. Его встречают отец и младший брат Тима (Макар Хлебников), 17-летний выпускник школы, мечтающий поступить в институт на бюджетное место. Кеша стремится начать новую жизнь: найти работу, накопить денег и определить дальнейший путь. Он устраивается в золотодобывающую артель, которую когда-то его отец основал вместе с компаньоном, однако вскоре сталкивается с обманом со стороны старателей и теряет работу.
Оставшись без средств и перспектив, Кеша решает отомстить обидчикам, похитив золото. Он втягивает в это преступление младшего брата, и вместе они пускаются в бега, пытаясь скрыться от преследования.

## В ролях
- Юра Борисов — Кеша
- Макар Хлебников — Тима
- Дмитрий Поднозов — Отец
- Александр Мосин — Максим Степанович
- Денис Кузнецов — Костя
- Антон Лис - Василий
- Батма Иманакунова - Ира
- Вячеслав Югов - Сергеич
- Василий Щипицын — Сиплый
- Роман Атласов — Гриша
- Павел Колесов — Ганя
- Альберт Алексеев - Саня
- Изабелла Николаева - тетя Марина
- Сергей Баланов — водитель УАЗ
- Иван Тарабукин — начальник охраны

## Производство
Сценарий был написан Владимиром Мункуевым в 2021 году и был подхвачен Максимом Арбугаевым, которые оба родом из Якутии и отлично знают порядки этих мест. Тогда же Максимом Арбугаевым в тандеме со своей сестрой, Евгенией, были предприняты, первые попытки поставить этот сюжет самостоятельно под рабочим названием «Туман». Первым кандидатом на главную роль был выбран Евгений Алёхин, с которым Максим начал активно работать уже на этапе препродакшена. Но из-за отсутствия финансирования тогда этот проект так и не состоялся, и Алёхин выбыл из него. Эти события впоследствии были им описаны в автобиографическом романе «Девственность» (2022).
В итоге Мункуев и Арбугаев решили ставить фильм, а весь съемочный процесс провести в Якутии. Натурные съемки фильма начались летом 2022 года, Мункуев признавался, что в процессе получилось роуд-муви.
Композитором фильма выступил музыкант Павел Додонов, а в финальной части была использованна одноименная композиция «Кончится лето» группы «Кино».

## Награды
Награду «Ника» (2025) в номинации «Лучшая мужская роль» за работу в фильме получил Юра Борисов.